# Riserva naturale integrale Lago Sfondato
La Riserva naturale integrale Lago Sfondato è un'area naturale protetta della Sicilia che sorge nei pressi di Marianopoli.

## Storia
L'istituzione della riserva, sita nel territorio di Caltanissetta a pochi km da Marianopoli, è avvenuta nel 1997 ad opera della Regione Siciliana. Il territorio della riserva è suddivisa in due aree, la zona "A" di 13,7 ha comprendente il lago e alcuni tratti del torrente Stretto e la zona "B" di 30 ha prevalentemente a pascolo e colture cerealicole, ed è posta ad est di monte Mimiani ad un'altitudine di circa 368 m s.l.m.; la riserva è nata allo scopo di preservare sia il lago, di formazione carsica, che l'ambiente circostante. Il lago profondo circa 17 m ha una superficie complessiva di 3,400 m² e un perimetro di oltre 200 mt.
La sua formazione, naturale, è recente: risale infatti al 1907, anno in cui avvenne lo sprofondamento dell'area in seguito all'azione erosiva e dissolutiva delle rocce sottostanti di natura gessoso-zolfifera come il resto dell'area. Il lago non ha immissari visibili e pertanto si ritiene che sia alimentato da sorgenti o falde acquifere sottostanti dato che il suo livello si mantiene sempre costante.

## Territorio
Il comprensorio di cui fa parte la riserva, è quello posto tra monte Mimiani (855 m), monte Trabona (536 m) e il fiume Salito nel quale si trovano miniere di zolfo e salgemma ormai in disuso.
Secondo alcuni lo sprofondamento che ha prodotto la formazione del lago sarebbe dovuto agli scavi, effettuati alla fine dell'Ottocento, per la costruzione della galleria ferroviaria di Marianopoli che permise l'ultimazione del collegamento ferroviario tra Palermo e Catania.

## Flora
Il lago è circondato da un ampio canneto (Phragmites australis e Apium nodiflorum) che ricrea un tipico ambiente palustre.
Nel territorio sono censite oltre 300 specie botaniche tra le quali Astragalus huetii, Gypsophila arrostii, Pimpinella anisoides, Tragopogon cupanii, Iris pseudopumila, Brassica villosa, Diplotaxis crassifolia, Hyparrhenia hirta, Ampelodesmos mauretanica, Thymus capitatus, Teucrum polium, Euphorbia rigida, Anagyris foetida, Asparagus horridus.
Meritano un cenno alcune delle 25 specie di orchidee selvatiche presenti tra le quali citiamo Anacamptis pyramidalis, Ophrys tenthredinifera, Ophrys sphegodes subsp. panormitana, Serapias parviflora, Orchis papilionacea, Orchis parviflora, Ophrys exaltata e l'endemica Ophrys fusca subsp. obaesa.
Recentemente è stata ritrovata Ophrys phryganae, orchidea che era ritenuta dubbia per la Sicilia.

## Fauna
Tra i mammiferi presenti nel territorio della riserva vanno citati il coniglio selvatico, la lepre, la volpe e l'istrice.
L'avifauna è rappresentata da numerose specie di uccelli rapaci sia diurni (gheppio, poiana, lanario) che notturni (barbagianni, civetta). Sopravvive qualche esemplare di coturnice siciliana, una specie endemica a rischio di estinzione. Il lago attrae inoltre numerose specie di uccelli acquatici quali l'usignolo di fiume, il tuffetto, la folaga, la gallinella d'acqua, e il beccamoschino; non è raro, durante il periodo delle migrazioni, osservare anche esemplari di airone cenerino, garzetta, falco di palude, falco pecchiaiolo ed altre specie.
Il canneto che ricopre le sponde del lago ospita inoltre una varietà di specie di anfibi e rettili tra cui la rana verde, la biscia dal collare e la lucertola siciliana Podarcis wagleriana, .
Per quanto riguarda l'entomofauna la riserva ospita numerose specie di libellule, fra cui Orthetrum brunneum, Crocothemis erythreae e Anax imperator, Selysiothemis nigra e di farfalle fra cui Muschampia proto, Gegenes pumilio, Gegenes nostrodamus e l'endemica  Cupido minimum trinacriae.

## Accessi
Provenendo da Caltanissetta imboccare in direzione Marianopoli la SP 44, e dopo 7 km la SP 42 San Cataldo – Marianopoli. Giunti al Km 17,4 sulla destra una stradella in terra battuta conduce al lago.